# Igor' Ėmmanuilovič Grabar'
Igor' Ėmmanuilovič Grabar' (in russo Игорь Эммануилович Грабарь?; Budapest, 25 marzo 1871 – Mosca, 16 maggio 1960) è stato un pittore, architetto e storico dell'arte russo di origine russina.

## Biografia
La sua famiglia si trasferì in Russia quando aveva nove anni e quindi nella sua nuova patria svolse il suo percorso di studi e di formazione, oltre alle sue variegate attività, risultando uno dei personaggi più illustri della cultura russa degli inizi del Novecento.
Durante i suoi studi giuridici a San Pietroburgo si avvicinò a varie testate umoristiche, sviluppando così il suo talento come disegnatore e scrittore; nel 1894 portò a termine un ciclo di illustrazioni riguardanti gli scritti di Gogol' e nello stesso periodo frequentò l'Accademia delle belle arti di San Pietroburgo, allievo di Il'ja Repin.

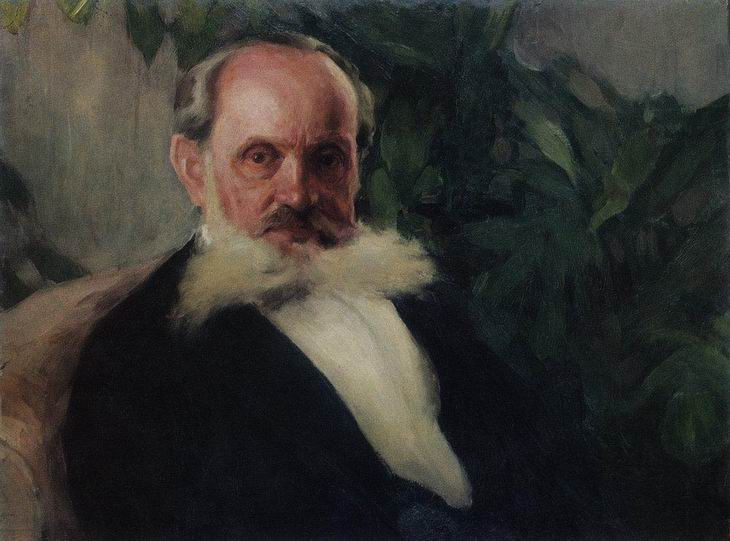
Ritratto di Emmanuil Hrabar, eseguito dal figlio Igor' Grabar', 1895

Successivamente si perfezionò a Monaco di Baviera, dal 1896 al 1901, venendo a contatto con le correnti impressionistiche e innovative grazie alla frequentazione della scuola privata di pittura di Anton Ažbe. Nella città tedesca collaborò con la rivista Niva, attraverso la quale difese gli artisti d'avanguardia.

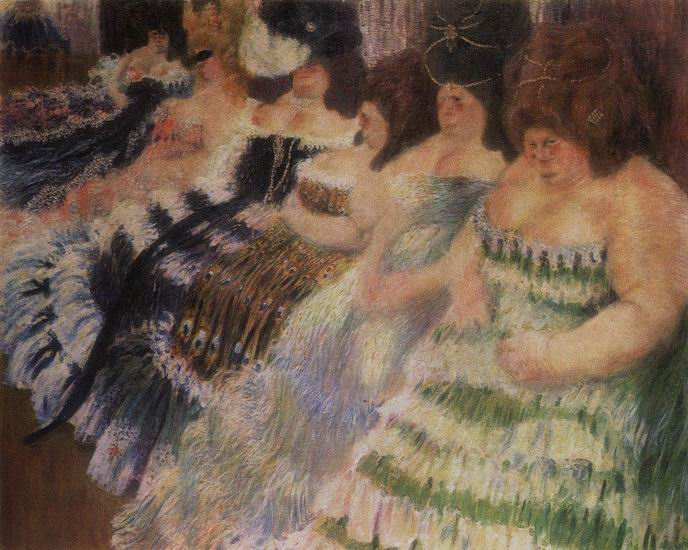
Donna grossa (1904)

Una volta ritornato in Russia, collaborò con il movimento Mir Iskusstva ("Mondo dell'arte") realizzando svariati paesaggi (Neve di settembre, 1903; Raggio di sole, 1904).
Contemporaneamente si fece notare anche come critico, disciplina nella quale operò a lungo anche promuovendo e guidando una grandiosa Istorija russkogo iskusstva ("Storia dell'arte russa") dal 1913 al 1914. Divenne membro di numerosi movimenti e società, come l’Unione degli artisti russi e prima ancora, a Parigi del Salon d'AuComne.

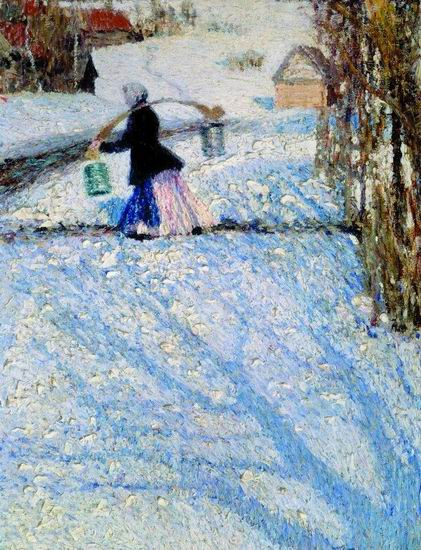
Neve di marzo, 1904

Nel 1905 effettuò un breve soggiorno a Parigi, dove ebbe modo di apprezzare le opere di Cézanne, Gauguin, Van Gogh, e soprattutto di Diego Velázquez.
Ma le sue molteplici attività riguardarono anche l'architettura, con le progettazioni di varie strutture in stile rinascimentale, come nel caso del sanatorio Zacharino presso Mosca, oltre alla direzione artistica, con la cura di collezioni di pittura e la realizzazione di un imponente catalogo della Galleria Tret'jakov, nel 1917.
Dopo la rivoluzione d'ottobre guidò il dipartimento "Museale, monumenti e antichità" e diresse gli Studi Centrali del restauro, scoprendo numerose opere presso Novgorod, Vladimir e Pskov.
Dal 1926 al 1930 fu soprintendente della prima edizione della Grande enciclopedia sovietica.
Dopo il 1930 aderì ai principi del Realismo socialista, dedicandosi inoltre ai ritratti di personalità, ai paesaggi, che furono le sue opere preferite, e alle monografie, come quelle di Repin, ottenendo vari riconoscimenti e premi (Premio Stalin, 1941).
Nel 1944 ricevette l'incarico di rettore dell'Istituto di storia dell'arte presso l'Accademia delle scienze dell'URSS.
Dal 1944 al 1960 si attivò per riconsegnare alle istituzioni religiose e alle chiese il loro patrimonio artistico confiscato dai bolscevichi durante e dopo la rivoluzione.